# Perná
Perná (deutsch Bergen) ist eine Gemeinde in der Region Südmähren in Tschechien. Sie liegt 22 Kilometer nordwestlich von Břeclav und gehört zum Okres Břeclav (Bezirk Lundenburg). Der Ort war als ein Straßendorf angelegt.

## Geographie

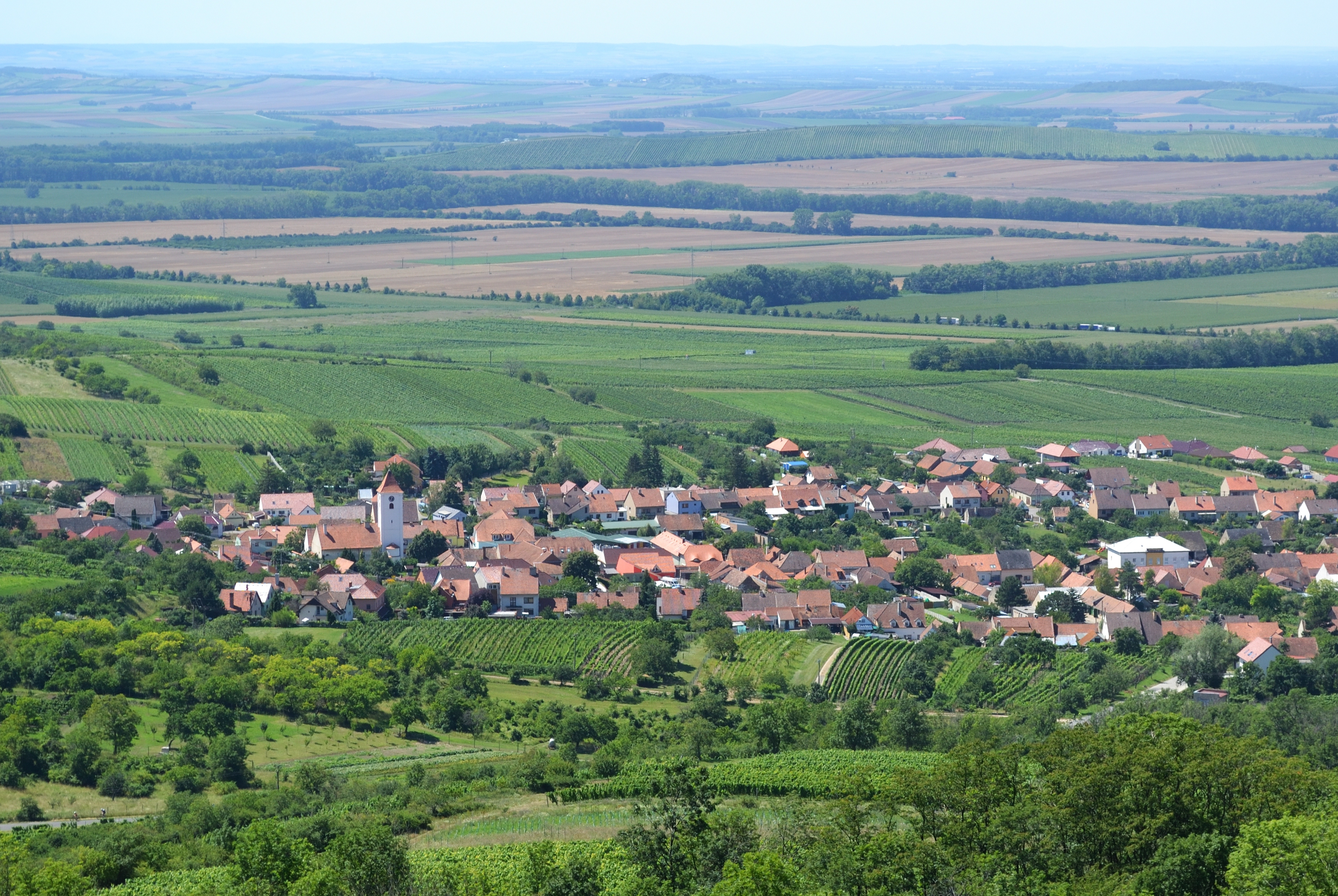
Perná

Perná liegt im Westen der Pollauer Berge am Fuße des Kotel (Kesselberg, 483 m). Nordöstlich erhebt sich der Děvín (Maidenberg, 549 m) und im Südosten die Stolová hora (Tafelberg, 458 m). Östlich liegen die Reste der Burg Sirotčí Hrádek (Waisenstein). Im Norden befinden sich die Thayastauseen von Nové Mlýny (Neumühl).
Nachbarorte sind Horní Věstonice (Oberwisternitz) im Norden, Pavlov (Pollau) im Nordosten, Klentnice (Klentnitz) im Osten, Bavory (Pardorf) im Süden, Březí (Bratelsbrunn) im Südwesten sowie Dolní Dunajovice (Untertannowitz) im Westen.

## Geschichte
Im 11. bis 13. Jahrhundert kam es zu einer großen Siedlungsbewegung von West nach Ost. Mähren wurde von 1031 bis 1305 von der Dynastie der Přemysliden regiert. Um größere Gebiete landwirtschaftlich zu nutzen und damit höhere Erträge zu erzielen, bewarben sie die Kolonisten zum Beispiel mit zehn Jahre Steuerfreiheit (deutsches Siedlerrecht). Bis zum Jahre 1150 wurde das Gebiet um Mikulov (Nikolsburg) und Znojmo (Znaim) von deutschen Einwanderern aus Niederösterreich besiedelt. Die Anlage des Dorfes sowie die ui-Mundart, die bis 1945 gesprochen wurde, bekunden, dass sie ursprünglich aus den bairischen Gebieten der Bistümer Regensburg und Passau stammten. Sie brachten neue landwirtschaftliche Geräte mit und führten die ertragreiche Dreifelderwirtschaft ein.
Die erstmalige urkundliche Erwähnung war im Jahre 1323 als liechtensteinischer Besitz. Im Urbar von 1414 wird Bergen (Perná) als „recht großes Dorf mit deutschen Bewohnern“ genannt. Von Nikolsburg übersiedelten im Jahr 1530 radikal-reformatorische Täufer in den Ort und errichteten hier 1557 einen Bruderhof. Der Ort galt danach als lutherisch. Mit Beginn der Rekatholisierungsmaßnahmen 1591 wurde die Täufergemeinde schließlich gezwungen, ihren Bruderhof aufzugeben. Während des Dreißigjährigen Krieges, wurden sie 1622 schließlich völlig ausgewiesen. Die noch am Ort siedelnden Täufer zogen daraufhin nach Siebenbürgen weiter.
Nach dem Krieg errichtete Bergen gemeinsam mit Muschau im Jahre 1652 am Abhang des Kesselberges eine Kapelle. Diese Kapelle wurde jedoch im Jahre 1786 unter Kaiser Joseph II. aufgelassen. Die Statue des hl. Antonius wurde daraufhin in eine neue Kapelle verlegt. Nach der Aufhebung der Patrimonialherrschaften, im Jahre 1848, bildete Bergen eine Gemeinde im Bezirk Nikolsburg.

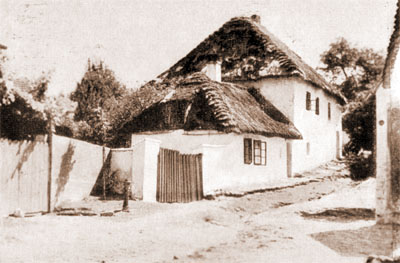
Täuferischer Bruderhof, 1935

Matriken werden seit 1627 geführt. Grundbücher wurden seit 1788 geführt. Ein digitales Ortsfamilienbuch von Bergen wurde 2022 erstmals publiziert.
Im Jahre 1890 wurde eine Freiwillige Feuerwehr im Ort gegründet. Der Oberort erhielt um die Jahrhundertwende eine Wasserversorgung.
Der größte Teil der Bevölkerung lebte von der Landwirtschaft, wobei besonders der seit Jahrhunderten gepflegte Weinbau eine wichtige Rolle spielte. Neben einem florierenden Kleinhandwerk gab es noch einen Steinbruch, ein Sägewerk, eine mechanische Stickerei und eine mechanische Weberei.
Durch die Niederlage im Ersten Weltkrieg zerfiel der Vielvölkerstaat Österreich-Ungarn. Durch den Vertrag von Saint-Germain wurde Bergen, dessen Einwohner im Jahre 1910 zu 99 % Deutschmährer waren, zum Bestandteil der neuen Tschechoslowakei. In der Zwischenkriegszeit kam es durch die Neubesetzung von Beamtenposten und durch Siedler zu einem vermehrten Zuzug von Personen mit tschechischer Nationalität. Im Jahre 1923 wurde das St. Antonius-Jugendheim samt einen Kindergarten eröffnet. Die Leitung des Heimes lag in den Händen von 10 Schwestern der Kongregation „Töchter der göttlichen Liebe“. Die Elektrifizierung des Ortes erfolgte im Jahre 1926 und 1931 wurde auch das Wasserleitungssystem erweitert. Nach dem Münchner Abkommen rückten deutsche Truppen im Oktober 1938 im Rahmen der Besetzung des Sudetenlandes im Ort ein. Danach gehörte der Ort bis 1945 dem Reichsgau Niederdonau an.
Nach dem Ende des Zweiten Weltkrieges, der 74 Gefallene beziehungsweise Vermisste unter den Einwohnern von Bergen forderte, kam die Gemeinde wieder zur Tschechoslowakei zurück. Viele Deutschsüdmährer flohen vor den einsetzenden Schikanen und Quälereien durch militante Tschechen und nationale Milizen über die nahe Grenze nach Österreich. Andere wurden über die Grenze getrieben. Unter der deutschen Bevölkerung kam es dabei zu 18 Ziviltoten. Zwischen März und September 1946 erfolgte die Zwangsaussiedlung von 413 Bergenern nach Westdeutschland.  Bereits am 25. Oktober 1945 war das Vermögen der deutschen Einwohner aufgrund des Beneš-Dekretes 108 konfisziert und unter staatliche Verwaltung gestellt worden. Auch das öffentliche und kirchliche deutsche Eigentum wurde konfisziert. Drei deutsche Bewohner konnten im Ort verbleiben.
Der Großteil der in Österreich befindlichen Bergener wurde entsprechend den im Potsdamer Kommuniqués genannten „Transfer“-Zielen nach Deutschland abgeschoben.
Nach der Auflösung des Okres Mikulov wurde Perná 1961 dem Okres Břeclav zugeordnet.

## Wappen und Siegel
Die Ortschaft führte ab dem Jahre 1583 ein Siegel. Auf dem Siegel waren ein Renaissanceschild mit einem Turm mit offenem Tor abgebildet.

## Einwohnerentwicklung
| 1793                                                                           | 830   | –     | –  |    |
| 1836                                                                           | 945   | –     | –  | –  |
| 1869                                                                           | 884   | –     | –  | –  |
| 1880                                                                           | 893   | 881   | 12 | 0  |
| 1890                                                                           | 914   | 914   | 0  | 0  |
| 1900                                                                           | 1.022 | 986   | 31 | 5  |
| 1910                                                                           | 1.038 | 1.025 | 13 | 0  |
| 1921                                                                           | 946   | 905   | 21 | 21 |
| 1930                                                                           | 1.031 | 980   | 25 | 27 |
| 1939                                                                           | 1.036 |       |    |    |
| 1945                                                                           | 1.140 |       |    |    |
| Quelle: 1793, 1836, 1850 aus: Frodl, Blaschka: Südmähren von A–Z. 2006         |       |       |    |    |
| Sonstige: Historický místopis Moravy a Slezska v letech 1848–1960, sv. 9. 1984 |       |       |    |    |

## Sehenswürdigkeiten
- Pfarrkirche St. Nikolaus, wurde im Jahre 1426 zerstört und danach im Jahre 1510 wieder aufgebaut. Auf der Außenmauer ist die Jahreszahl 1285 eingraviert, woraus sich schließen lässt, dass die Grundmauern der Kirche wesentlich älter sind.
- Pfarrhaus (1774)
- Friedhofskapelle (1761)
- Rathaus (1896)
- Kriegerdenkmal (1925)
- Burg Sirotčí Hrádek
- Kaiser Franz Josef Denkmal
- Ruine der Antoniuskapelle

## Söhne und Töchter der Gemeinde
- Gottfried Krczal (1885–1966), Politiker der SdP und NSDAP